# ABRA

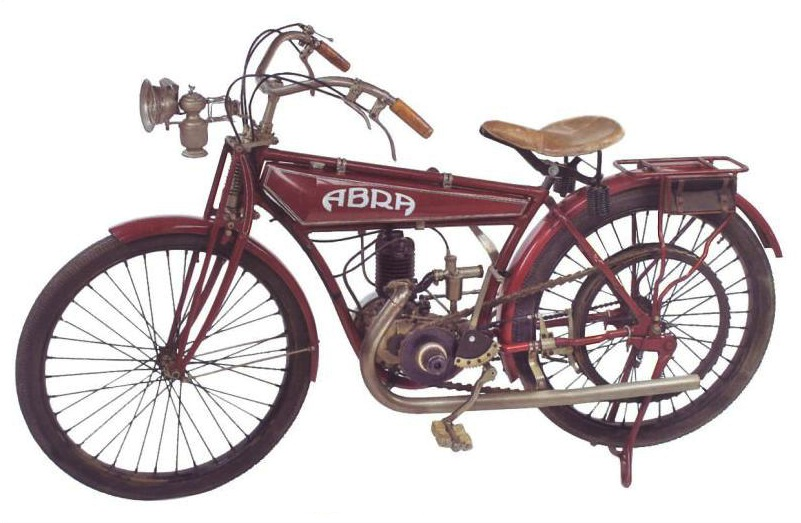
Abra 125 Sport uit 1924

ABRA is een historisch Italiaans motorfietsmerk.
ABRA stond voor: Autobiciclette Brevetta Rodolfi Alfeo, Bologna.
Dit was een Italiaans merk van Alfeo Rodolfi dat van 1923 tot 1927 een beperkte oplage 125- en 149cc-motorfietsjes met DKW-tweetaktblokken bouwde. Latere modellen hadden 132 cc.